# Капитело Мадалена (Виченца)
Капитело Мадалена је насеље у Италији у округу Виченца, региону Венето.
Према процени из 2011. у насељу је живело 36 становника. Насеље се налази на надморској висини од 338 м.